# Greg Maddux
Gregory Alan Maddux (San Angelo, Texas, Estados Unidos, 14 de abril de 1966) es un ex lanzador derecho que jugó en varios equipo en las Grandes Ligas de Béisbol. Generalmente se le considera como uno de los más grandes lanzadores de la historia de las Grandes Ligas. Está entre los 22 lanzadores en haber logrado 300 victorias durante su carrera profesional. Maddux ganó 20 juegos sólo en dos temporadas, en 1992 y en 1993. Ganó 19 juegos en cinco ocasiones y 18 juegos en dos temporadas.
Greg hizo su debut en las grandes ligas en septiembre de 1986 luego de pasar algún tiempo en las ligas menores. Ese año fue el jugador más joven de las grandes ligas. Luego de pasar siete temporadas en Chicago, Maddux firmó con los Atlanta Braves en 1993 como agente libre, y fue el lanzador estrella del equipo hasta el 2003. Durante su período con los Bravos, lanzó en dos Serie Mundial, llevando su equipo a la victoria en 1995. Retornó a los cachorros como agente libre antes del inicio de la temporada 2004. Su contrato se extiende por las temporadas de 2005 y 2006.
Fue el primer pelotero en recibir a lo largo de su carrera más de cien millones de dólares. 
En su primera temporada completa en las grandes ligas terminó con 6 victorias y 14 derrotas con una efectividad de 5,61. Pero ya en 1988, Maddux sorprendió con 18 victorias, ocho derrotas y efectividad de 3,18. A partir de ese año logró por 17 años consecutivos ganar más de 15 partidos por temporada. Siendo el único lanzador en haber logrado esa marca.
Durante sus años con los Bravos, compartió con los lanzadores Tom Glavine y John Smoltz. Entre los tres formaron la base de uno de los mejores grupos de lanzadores de la historia del béisbol, lo que permitió que los Bravos lograran 12 títulos de división consecutivos.
También jugó en las ligas caribeñas, particularmente en Venezuela en la temporada 1987-88 donde vistió la camiseta de las Águilas del Zulia.
Durante su carrera, Maddux ganó cuatro Premios Cy Young consecutivos entre 1992 y 1995, hazaña solamente igualada por Randy Johnson. El 7 de agosto de 2004, Maddux le ganó a los San Francisco Giants, 8-4, logrando la victoria N.º 300 de su carrera.

## Equipos
MLB
- Chicago Cubs (1986-1992)
- Atlanta Braves (1993-2003)
- Chicago Cubs (2004-2006)
- Los Angeles Dodgers (2006)
- San Diego Padres (2007 - (2008)
- Los Angeles Dodgers (2008 - retiro)

LVBP
- Águilas del Zulia (1987)